# 訓蒙図彙

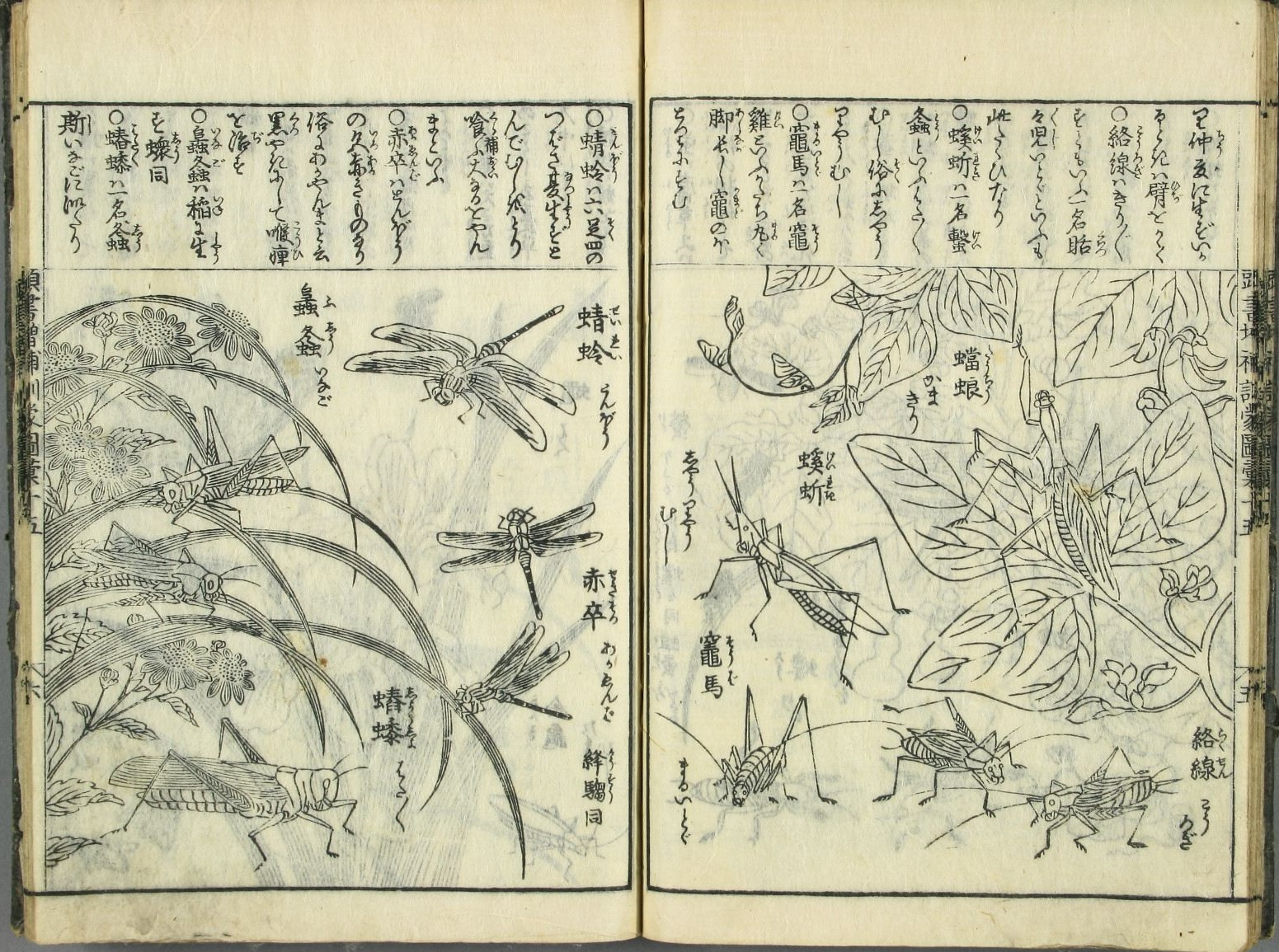
『頭書増補訓蒙図彙大成』巻15・蟲介類より

『訓蒙図彙』（きんもうずい）は、中村惕斎によって寛文6年（1666年）に著された図入り百科事典（類書）。全20巻。

## 内容・構成
初版は20巻からなり、「天文」「地理」「居処」「人物」「身体」「衣服」「宝貨」「器用（4巻）」「畜獣」「禽鳥」「龍魚」「蟲介」「米穀」「菜蔬」「果蓏」「樹竹」「花草」から構成される。後に元禄8年（1695年）に出版された『頭書増補訓蒙図彙』では雑類を加えて21類としている。
最初の版では半葉を上下に分けて2枚の図を描き、その右に目（名前）を漢字で書いていた。漢字の横には仮名で音読みを記し、和名と漢文による説明をその下に記している。『頭書増補訓蒙図彙』では説明は絵の上に書かれ、日本語に変わっている。後世になると、複数の図をひとつにまとめて大きく描き、図の中に名称（漢字、音読み、和名）を書き、説明は上部に小さく書くようになった。

## 影響
後世の同様の出版物に大きな影響を与えた類書であり、江戸時代には『訓蒙図彙』の名をつけた『好色訓蒙図彙』（1686年）、『女用訓蒙図彙』（奥田松柏軒）、『人倫訓蒙図彙』（1690年）、『唐土訓蒙図彙』（平住専安、1719年）、『戯場訓蒙図彙』（式亭三馬、1803年）などの類書が多数あらわれた。
西洋人の中には『訓蒙図彙』を百科事典と称する者もいた。Michel (2011)は、『訓蒙図彙』は抽象的事柄や著名な人物、歴史上の出来事には言及していないため、百科事典というのは過言ではあるとしているものの、1484もの植物や動物、人体、道具や衣服など幅広い事物を描写していると評価している。ケンペルは『日本誌』の挿絵に『訓蒙図彙』を使用した。
南方熊楠が7歳のころに『訓蒙図彙』を昼夜あきずに読んだという逸話があり、『十二支考』でもしばしば『訓蒙図彙』を引いている。

## 関連文献
- 『人倫訓蒙図彙』朝倉治彦校注、平凡社東洋文庫、1990年、ワイド版2008年
- 影印版『訓蒙図彙集成』大空社 全23巻。朝倉治彦監修、1998-2002年
  - 別巻「江戸時代図説百科 訓蒙図彙の世界」渡辺憲司解説
- 石上阿希『江戸のことば絵事典 『訓蒙図彙』の世界』角川選書、2021年